# Rdest hrotitý
Rdest hrotitý (Potamogeton friesii) je druh jednoděložných rostlin z čeledi rdestovité (Potamogetonaceae).

## Popis
Jedná se o vodní rostlinu s jednoletou lodyhou, bez oddenku, přezimuje pomocí turionů. Patří mezi tzv. úzkolisté rdesty. Lodyha je asi 120 cm dlouhá, oble smáčklá. Listy jsou jednoduché, jen ponořené, přisedlé, střídavé, čepele jsou čárkovité, 4–7,6 cm dlouhé a 1,7–3 mm široké, na vrcholu tupé až tupě špičaté až zašpičatělé, na vrcholu často s kratičkým hrotem, jsou pětižilné (vzácně trojžilné), postranní žilky jsou celkem zřetelné. Listy mají někdy načervenalý nádech,.Palisty jsou vyvinuty, jsou srostlé jen na bázi a časem pukají až k bázi, jsou asi 0,7–2,2 mm dlouhé, jsou nápadné mléčnou barvou (zvláště u sušených rostlin. Jedná se o jednodomou rostlinu s oboupohlavnými květy. Květy jsou v květenstvích, ve válcovitých klasech, obsahují jen 3 (vzácně 2 nebo 4) přesleny květů a klasy jsou na vrcholu asi 1,7–4 cm dlouhé stopky. Okvětí není rozlišeno na kalich a korunu, skládá se ze 4 okvětních lístků, většinou nenápadných, hnědavých, někteří autoři je však považují za přívěsky tyčinek. Tyčinky jsou 4, srostlé s okvětím. Gyneceum je apokarpní, složené z 4 plodolistů. Semeník je svrchní. Plodem je nažka, na vrcholu s krátkým zobánkem.

## Rozšíření ve světě
Rdest hrotitý roste místy v Evropě, chybí na úplném jihu, ostrůvkovitě se vyskytuje i v Asii zasahuje i do Severní Ameriky, kde roste ostrůvkovitě v kanadě a severní polovině USA.

## Rozšíření v Česku
V ČR to byl i v minulosti velmi vzácný druh, rostl v rybnících a mrtvých říčních ramenech ve středních a severovýchodních Čechách, od nížin po pahorkatiny. Naposledy byl nalezen v roce 1989 na Křivoklátsku v rybníčku v Bažantnici u Amálie . Proto je veden jako nezvěstný druh flóry ČR, kategorie A2.